# 高倉佑貴
高倉 佑貴（たかくら ゆうき、1986年〈昭和61年〉11月3日 - ）は、日本のプロバスケットボール選手。大分県日田市出身。ポジションはガード。デビルズ大分に所属している。

## 来歴
小学校5年の時にバスケットボールを始める。日田林工高校を卒業し、九州東海大学に入学。
卒業後、2009年4月より母校の土木科講師となった。この頃、同じ大分県出身の末松勇人の指導を受け、プロへの思いが高まり、2011年に大分ヒートデビルズのトライアウトを受験し、練習生として入団。12月25日の琉球ゴールデンキングス戦でデビューした。
2012年12月、ヒートデビルズの運営会社の「大分ヒート」が経営悪化からbjリーグを退会した際、リーグが設立した一般社団法人とシーズン終了までの契約を結んだ。
2015-16シーズン終了後に退団。
2020年には、ヒートデビルズが愛媛県に移転し、プロバスケットボールチームが無くなった大分県に「再びプロチームを」との思いでデビルズ大分を設立。選手としてプレーしながら球団代表も務めている。